# Gerhard Joop
Gerhard Joop (* 17. März 1914 in Konitz; † 25. Februar 2007) war ein deutscher Redakteur und Autor.

## Leben
Joop zog im Alter von sechs Jahren mit seiner Familie von Konitz in Westpreußen nach Potsdam. Dort absolvierte er – mit besonderem Interesse für musische Fächer – seine Schulausbildung. 1933 erlangte er das Reifezeugnis und begann daraufhin eine Ausbildung zum Buchhändler. Nach der Lehre arbeitete er kurzzeitig in der Berliner Filiale des Westermann-Verlags, bevor er 1935 zur Wehrmacht eingezogen wurde. Am 22. November 1937 beantragte er die Aufnahme in die NSDAP und wurde rückwirkend zum 1. Mai desselben Jahres aufgenommen (Mitgliedsnummer 5.464.991). Nachdem Joop aufgrund einer Erkrankung frühzeitig entlassen worden war, schrieb er hauptsächlich als Kulturjournalist für die Tagespresse. 1941 lebte er in Posen.
1942 heiratete er die Kreisjugendwartin Charlotte Ebert, die seit März 1937 NSDAP-Mitglied war. Ihr gemeinsames Kind Wolfgang, der Gründer der Mode- und Kosmetikfirma JOOP!, kam 1944 zur Welt. Gegen Ende des Zweiten Weltkriegs kämpfte er im Volkssturm gegen die Alliierten und geriet in US-amerikanische Gefangenschaft, aus der er 1946 nach Potsdam zurückkehrte. Dort wurde Joop als angeblicher amerikanischer Spion von den sowjetischen Machthabern verhaftet und zunächst im Speziallager Jamlitz, anschließend im Speziallager Nr. 2 Buchenwald inhaftiert. 1950 wurde er der Justiz der DDR übergeben und im Zuge der Waldheimer Prozesse zu 15 Jahren Haft verurteilt. 
1952 durfte Joop das Zuchthaus Waldheim nach einer Begnadigung anlässlich des dritten Jahrestags der DDR verlassen und übersiedelte mit seiner Familie 1954 in die Bundesrepublik Deutschland nach Braunschweig. Dort erhielt er eine Anstellung als Redakteur beim Westermann-Verlag, stieg später zum stellvertretenden Chefredakteur und zuletzt zum Chefredakteur der Zeitschrift Westermanns Monatshefte auf. In diesen Jahren arbeitete er unter anderem mit den Schriftstellern Marie Luise Kaschnitz, Heinrich Böll, Peter Huchel, Dino Buzzati oder der Fotografin Rosemarie Clausen zusammen. 1979 beendete Joop, der auch einige Kunstbücher publizierte, aus Altersgründen seine berufliche Laufbahn. 1995 zog er nach Potsdam zurück. Gerhard Joop starb 2007 und wurde auf dem Bornstedter Friedhof beigesetzt.

## Publikationen
- Japanische Farbholzschnitte. Westermann, Braunschweig 1964.
Niederländisch: Japanse kleurenhoutsneden. Kruseman, Den Haag 1967.
- Paradiesvögel. Westermann, Braunschweig 1968.
- mit Hermann Boekhoff (Hrsg.): Paläste, Schlösser, Residenzen: Zentren europäischer Geschichte. Westermann, Braunschweig 1971, ISBN 3-14-509080-1.